# Auguste Marmier
Louis-Auguste Marmier auch Auguste Marmier (* 5. Mai 1841 in Sévaz; † 1. Juni 1894 in Estavayer-le-Lac; heimatberechtigt in Sévaz) war ein Schweizer Jurist, Politiker und Redaktor.

## Leben

### Familie
Auguste Marmier war der Sohn des Landwirts Nicolas Marmier und von dessen Ehefrau Josepha (geb. Bersier).
Er war verheiratet mit Marie-Rosine, der Tochter des Vermessungskommissars und Landwirts Jean-Dominique Dubey.
1874 zog er nach Estavayer-le-Lac um.

### Werdegang
Marmier besuchte das Kollegium St. Michael in Freiburg und war von 1862 bis 1866 als Hauslehrer in Polen tätig.
Er immatrikulierte sich zu einem Studium der Rechtswissenschaften an der Universität Freiburg im Breisgau.
Gemeinsam mit Edouard Bielmann (1847–1907) erwarb er 1871 die Buchdruckerei Marchand sowie die Zeitung Le Confédéré – Journal des radicaux fribourgeois, das Publikationsorgan der Freiburger Radikalen, und war von 1871 bis 1874 deren Redaktor.
1873 erwarb er das Anwaltspatent und war von 1874 bis zu seinem Tod als Fürsprecher tätig; gleichzeitig war er in dieser Zeit auch Filialdirektor der Kantonalbank in Estavayer-le-Lac.

### Politisches Wirken
Marmier setzte 1881 durch, dass der Kanton Freiburg für die Nationalratswahlen in drei Kreise aufgeteilt wurde.
Von 1881 bis 1884 sass er für die Radikalen im Freiburger Grossen Rat sowie, als Nachfolger des verstorbenen Louis de Weck-Reynold, im Nationalrat; berufsbedingt und aus gesundheitlichen Gründen trat er nicht erneut zur Wahl an. Trotz der vergleichsweise kurzen Amtszeit war er bis zu seinem Ableben der unbestreitbare Leiter des Freiburger Freisinns und neben Edouard Bielmann der bedeutendste Gegner von Georges Pythons, der ihm 1884 im Nationalrat nachfolgte, konservativem Regime. Er regte im Nationalrat unter anderem eine Reorganisation des Gefängniswesens des Kantons an.

## Mitgliedschaften
Marmier gehörte der Freimaurerloge La Régénérée in Freiburg an, die der Schweizer Grossloge Alpina angehörte.
Er war auch der Studentenverbindung der Zofinger beigetreten.